# Gad Elbaz
Gad Elbaz (em hebraico גד אלבז; Rehovot, 20 de agosto de 1982) é um cantor israelita/israelense de origem sefardita. Ficou conhecido pelo sucesso que teve com os temas Halayla Ze Hazman (הלילה זה הזמן) e Al Naharot Bavel (על נהרות בבל), entre outros. 

## Biografia
Gad Elbaz nasceu em Israel, a uma família de ascendência marroquina. Começou a cantar desde muito jovem, e a primeira vez que actuou ao vivo foi com o seu pai, o famoso cantor israelita Benny Elbaz.

## Discografia
- 2003: A luz no fim do túnel (אור בקצה המנהרה)
- 2005: Significados (משמעויות)
- 2006: Quase silêncio (כמעט שקט)
- 2008: Entre as gotas (בין הטיפות)
- 2009: Ao vivo em Cesareia
- 2013: Palavras de Espírito (מילים של רוח)